# Karl Ångström
Karl Råne Ångström, född 25 oktober 1898 i Stockholm, död 10 december 1977 i Flen, var en svensk officer i Armén.

## Biografi
Ångström blev fänrik år 1919. Han befordrades till kapten 1932, till major 1940, till överstelöjtnant 1942, till överste 1949 och till generalmajor 1959.
Ångström inledde sin militära karriär i armén vid Smålands artilleriregemente (A 6). 1934–1939 var han lärare vid Artilleri- och ingenjörhögskolan. 1942–1945 var han överstelöjtnant vid generalstaben samt stabschef vid Artilleriinspektören. 1945–1950 var han chef för Artilleriskjutskolan (ArtSS). 1950 var han chef för Artilleri- och ingenjörhögskolan (AIHS). 1950–1951 var han regementschef för Wendes artilleriregemente (A 3). 1951–1953 var han regementschef för Svea artilleriregemente (A 1). 1953–1955 var han ställföreträdande Militärbefälhavare för I.militärområdet. 1955–1959 var han Artilleriinspektör. 1959–1960 var han chef för den svenska kontingenten vid Neutrala nationernas övervakningskommission (NNSC).
Karl Ångström är begravd på Lovö kyrkogård.

## Utmärkelser
- Kommendör av första klass av Svärdsorden, 6 juni 1953.[3]